# Rada Evropské unie pro hospodářské a finanční záležitosti
Rada Evropské unie pro hospodářské a finanční záležitosti (anglicky: Economic and Financial Affairs Council, zkráceně ECOFIN) je jedno z nejstarších seskupení Rady EU. Tato rada je složena z ministrů financí členských států Evropské unie a z ministrů zodpovědných za státní rozpočet, pakliže se diskutuje o rozpočtových záležitostech.
ECOFIN často spolupracuje s Evropským komisařem pro ekonomické a finanční záležitosti a s prezidentem Evropské centrální banky, kteří mu předkládají legislativní a jiné návrhy.

## Úkoly
Rada zahrnuje několik oblastí politiky EU, jako je například koordinace hospodářských politik, hospodářský dohled, monitoring rozpočtové politiky členských států a veřejných financí, euro (právní, praktické a mezinárodní aspekty), finanční trhy a pohyb kapitálu a ekonomické vztahy se třetími zeměmi. Taktéž každoročně spolu s Evropským parlamentem připravuje rozpočet Evropské unie, který činí okolo 100 miliard eur.

## Rozhodování
Rada se schází zpravidla jednou měsíčně a ve většině případů rozhoduje kvalifikovanou většinou, postupem nebo řádným legislativním postupem (spolurozhodování s Evropským parlamentem) nebo zvláštním legislativním postupem (konzultace Evropského parlamentu). Výjimku tvoří fiskální záležitosti, o kterých se v Radě hlasuje jednomyslně (články 113 a 115 Smlouvy o fungování Evropské unie). Pokud se Ecofin zabývá akty vztahujícími se k euru a EMU, představitelé států, které nepřijaly euro, se hlasování neúčastní.